# أليسون بروك
أليسون بروك (بالإنجليزية: Allison Brock)‏ هي فارسة سباق أمريكية، ولدت في 7 ديسمبر 1979 في هونولولو في الولايات المتحدة.

## وصلات خارجية
- أليسون بروك على موقع الاتحاد الدولي للفروسية (الإنجليزية)
- أليسون بروك على موقع FEI (رابط بديل) (الإنجليزية)
- أليسون بروك على موقع أوليمبيديا (الإنجليزية)